# 183ª Divisione paracadutisti "Ciclone"
La 183ª Divisione paracadutisti "Ciclone" fu la terza Divisione paracadutisti del Regio Esercito.

## Storia
Costituita nell'estate del 1943 presso la Scuola Paracadutisti di Viterbo, nell'agosto dello stesso anno erano stati formati quattro battaglioni e la grande unità era stata posta al comando del Generale di brigata Giorgio Morigi.
L'armistizio del settembre 1943 interruppe la formazione dell'unità e ne decretò di fatto lo scioglimento. Il XX Battaglione del maggiore Taffiorelli, l'unico pronto al combattimento, fu inviato a presidiare i passi della Futa e della Cisa, punti strategici degli Appennini sulla strada da Firenze da Bologna, rinforzato successivamente da elementi del XIX battaglione del maggiore Blotto ed elementi vari del presidio di Firenze. Dopo tre giorni di schermaglie con i reparti tedeschi pervenne l'ordine di cessare la resistenza e più della metà dei paracadutisti della divisione decise di seguire l'ex alleato germanico, unendosi a personale proveniente da altri reparti per formare il "Raggruppamento Volontari Paracadutisti Italiani", che sarebbe poi confluito nei reparti paracadutisti dell'Aeronautica Nazionale Repubblicana.

## Organigramma: 1943
- XVII Battaglione paracadutisti
- XVIII Battaglione paracadutisti
- XIX Battaglione paracadutisti
- XX Battaglione paracadutisti